# Albert Dumont
Charles Albert Auguste Eugène Dumont, född den 21 januari 1842 i Scey-sur-Saône, död den 11 augusti 1884 i La Queue-les-Yvelines, var en fransk arkeolog.
Dumont blev 1874 direktör vid den av honom organiserade franska skolan i Rom och 1875 vid franska skolan i Aten. År 1878 återvände han till Frankrike. Han författade betydande arbeten rörande det antika Greklands keramik.